# 安乐郡 (南陈)
安乐郡，中国南北朝时设置的郡。
南朝陈永定二年（559年）十二月，以安成郡（治平都县，今江西省安福县东南）所部广兴六洞置安乐郡，属江州。治所在广兴县（今江西省莲花县南）。后来废除安乐郡，广兴县地入安成郡。隋文帝开皇九年（589年）隋灭陈，废安成郡，地入吉州。